# Mitsukazu Mihara
Mitsukazu Mihara (jap. 三原 ミツカズ Mihara Mitsukazu; ur. 17 października 1970 w Hiroszimie) – japońska rysowniczka mang.
W 1994 roku zdobyła pierwszą nagrodę w konkursie dla debiutantów organizowanym przez czasopismo „Feel Young”. W swoich pracach nawiązuje do stylistyki Gothic Lolita. Poza regularnymi publikacjami w magazynach komiksowych, Mihara współpracowała również z czasopismem „Gothic & Lolita Bible”, na potrzeby którego przygotowywała ilustracje do okładek oraz krótkie, zamknięte formy komiksowe.

## Mangi
- Shūsekikairo no himawari (jap. 集積回路のヒマワリ; 1994–97, Shōdensha, 1 tom, ISBN 4-396-76171-6)
- Happy Family (jap. カトゥル・カール Happī Famirī; 1994–98, Shōdensha, 3 tomy)
- Beautiful People (1997–2001, Shōdensha, 1 tom, ISBN 4-396-76258-5; wyd. pol. 2009, Hanami, ISBN 978-83-60740-33-0)
- Doll (1998–2002, Shōdensha, 6 tomów)
- Haunted House (1998–2002, Shōdensha, 1 tom, ISBN 4-396-76288-7; wyd. pol. Nawiedzony dom, 2012, Hanami, ISBN 978-83-60740-72-9)
- R.I.P.: Requiem in Phonybrian (1999–2000, 1 tom)
- Shigeshōshi (jap. 死化粧師; 2002–13, „Feel Young”, Shōdensha, 7 tomów; wyd. pol. Balsamista, Hanami)
- Dokuhime (jap. 毒姫; 3 tomy)
- Tamashii no futago (jap. たましいのふたご; 2006, Shōdensha, 1 tom, ISBN 4-396-76395-6)

## Artbooki
- Alice Addict
- Chocolate